# Castell Bánffy
El castell de Bánffy és un monument arquitectònic situat a Bonţida, un poble a la rodalia de Cluj-Napoca, Romania, amb fases constructives i elements estilístics pertanyents als estils renaixentista, barroc, neoclàssic i neogòtic. És propietat de la família hongaresa Bánffy (de la qual formava part Miklós Bánffy). L'actual propietària és Katalin Bánffy.

## Història
El 1387, la finca Bonțida va passar a poder de la família hongaresa Bánffy de Losonc, quan Segimon I de Luxemburg la va donar a Dénes, fill de Tamás Losonci. L'actual castell va ser precedit per una casa pairal, la història de la qual es remunta als segles XV-XVI. Després del 1640, la finca va ser heretada per Dénes Bánffy (II) (1638–1674), governador del comtat dels comtats de Doboka i Koloz, cunyat i conseller del príncep Miquel I Apafi, que va fortificar l'edifici inicial entre 1668 i 1674 per envoltant-lo amb murs cortina que formaven un recinte rectangular, reforçat a les cantonades amb torres circulars. Es podia accedir al castell a través d'una porta d'entrada de set plantes situada a la part oriental de la fortificació. Les obres van ser continuades després de la seva mort pel seu successor, György Bánffy (III).
Aquest conjunt renaixentista va ser present, entre 1704 i 1711, en la Guerra d'Independència de Rákóczi, i va necessitar reparacions i restauracions a principis del segle xviii.
Al segle xviii la finca va ser heretada per Dénes Bánffy (IV), que, després d'un temps passat a la cort vienesa de l'emperadriu Maria Teresa, va tornar a casa el 1747 i va iniciar una reconstrucció del castell d'estil barroc austríac. Entre el 1747 i el 1751 es va construir un Cour d'honneur en forma d'U al costat oriental de l'edifici renaixentista, que contenia: l'escola d'equitació, l'estable, les sales de carruatges i les cambres de servidors. Un assoliment important va ser el parc del castell prop del riu Someș (Szamos), amb passarel·les, estàtues i fonts. En el concepte integrador específic de l'art barroc, la residència i l'entorn es trobaven en una relació d'estreta interdependència i influència mútua. Basant-se en aquest concepte, el parc de 70 ha es va crear després del disseny de l'arquitecte Johann Christian Erras, que va transformar aquest espai amb formes dominades per una estricta geometria. L'escultor Johann Nachtigall va fer unes grandioses estàtues de pedra inspirades en l'antic poeta Ovidi.

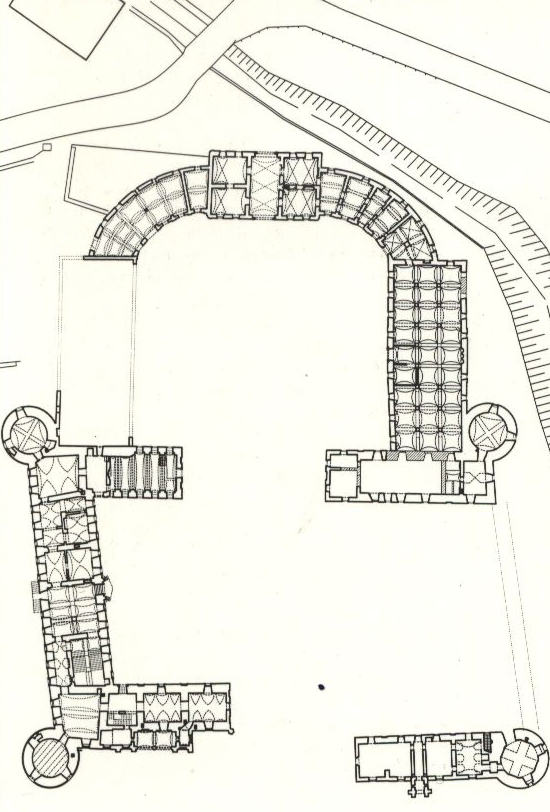
Plànol del castell

József Bánffy, el descendent de Dénes Bánffy, va decidir la demolició de la torre de la porta a la dècada de 1820, unint el pati renaixentista amb el barroc i, a partir de la pedra resultant, es va construir un molí d'aigua per als vilatans de Bonțida. El 1850 es va modificar l'ala occidental de l'edifici sota la direcció de l'arquitecte Anton Kagerbauer (1814–1872), seguint el paisatgisme del parc segons el model del romanticisme anglès.
El 1944, el castell es va transformar en hospital de campanya. Les tropes alemanyes van saquejar i devastar el castell, com a represàlia contra l'actitud política del seu propietari, el comte Miklós Bánffy, que ha iniciat negociacions entre els governs de Romania i Hongria per a la devolució d'armes contra Alemanya. Així, els mobles, la biblioteca i la galeria de quadres van ser destruïts.
Durant el règim comunista, tot l'edifici es va utilitzar com a autoescola, granja cooperativa i hospital per a nens. El 1963, el castell de Bánffy es va utilitzar com a decoració per filmar Pădurea spânzuraților, dirigida per Liviu Ciulei. La pel·lícula comprenia una escena curta amb foc, per la qual cosa els escenògrafs van encendre un dels edificis, causant danys massius a l'edifici.
El 1990, el castell va ser declarat monument històric. Des del 2013 el castell ha estat la seu d'un festival de música anual anomenat Electric Castle, que se celebra cada juliol.

## Restauració
El 1999, a causa del seu estat ruïnós, el castell va ser inclòs, a petició del Transylvania Trust, a la llista de vigilància dels monuments mundials dels 100 llocs més amenaçats. També el 1999 es va signar un Acord Estatal bilateral entre Romania i Hongria per a les obres de restauració i rehabilitació. En el període següent, amb fons estatals romanesos, es van reconstruir aproximadament 2/3 de la coberta de l'edifici principal. El 2003, el Transylvania Trust va signar amb les autoritats un contracte d'arrendament a llarg termini per al castell, que va renunciar amb Katalin Bánffy el 2008 (a la qual es va retornar l'edifici mentrestant) durant 49 anys. El 2001 es va implementar el Programa de Formació en Conservació del Patrimoni Construït, i van restaurar en primer lloc els edificis de cuina.
L'any 2005 es va inaugurar oficialment al castell de Bánffy el Centre de Formació per a la Conservació del Patrimoni Construït, que funciona fins avui, que ensenya habilitats tradicionals per a la restauració, reparació i manteniment d'edificis històrics i que va rebre el 2008 el premi Europa Nostra. Patrimoni cultural per a l'educació, la formació i la formació de sensibilització. El programa compta amb el suport de Carles, príncep de Gal·les, que va visitar el castell. La patrona del centre de formació és la princesa Margarida de Romania.

## Galeria

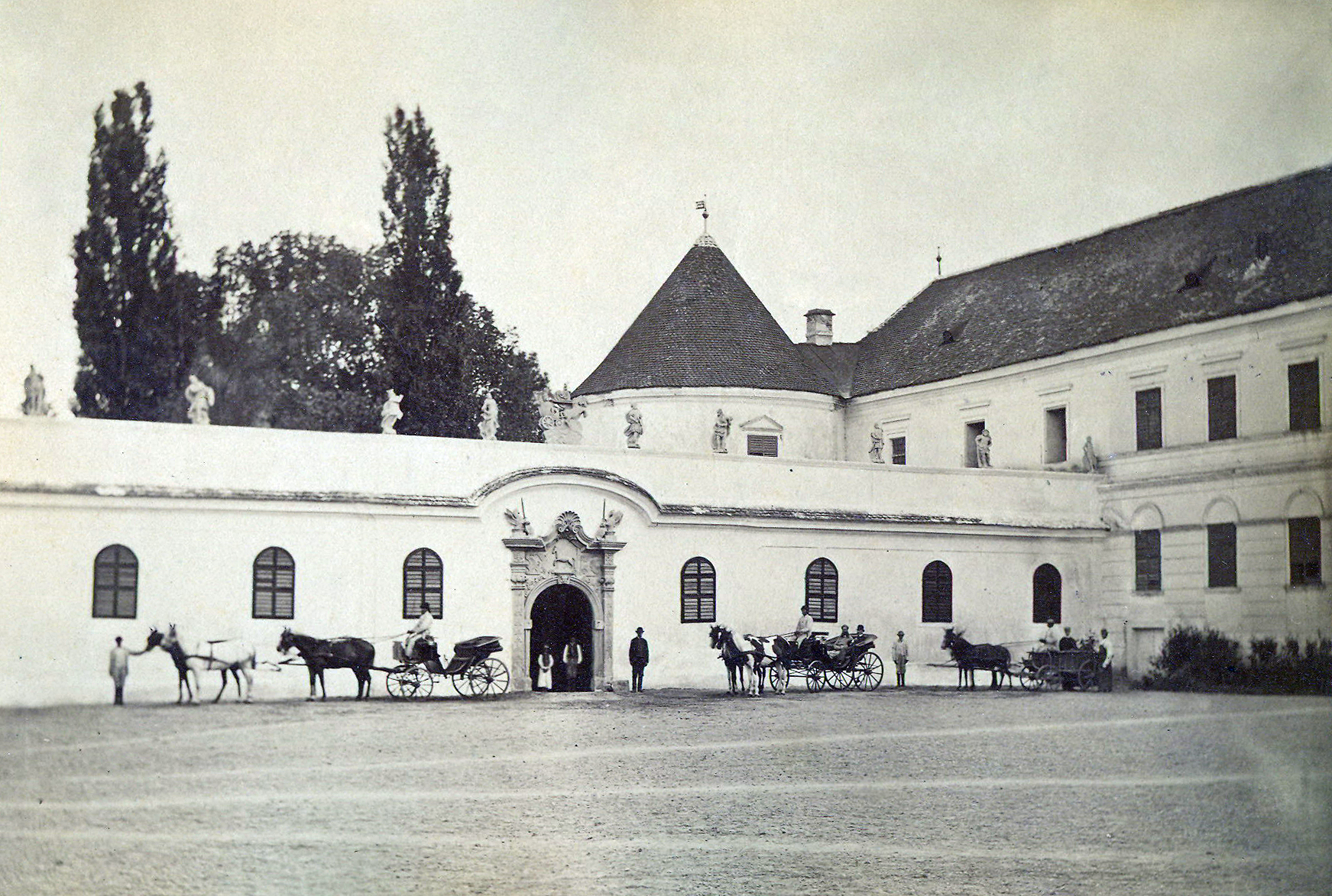
El castell el 1890
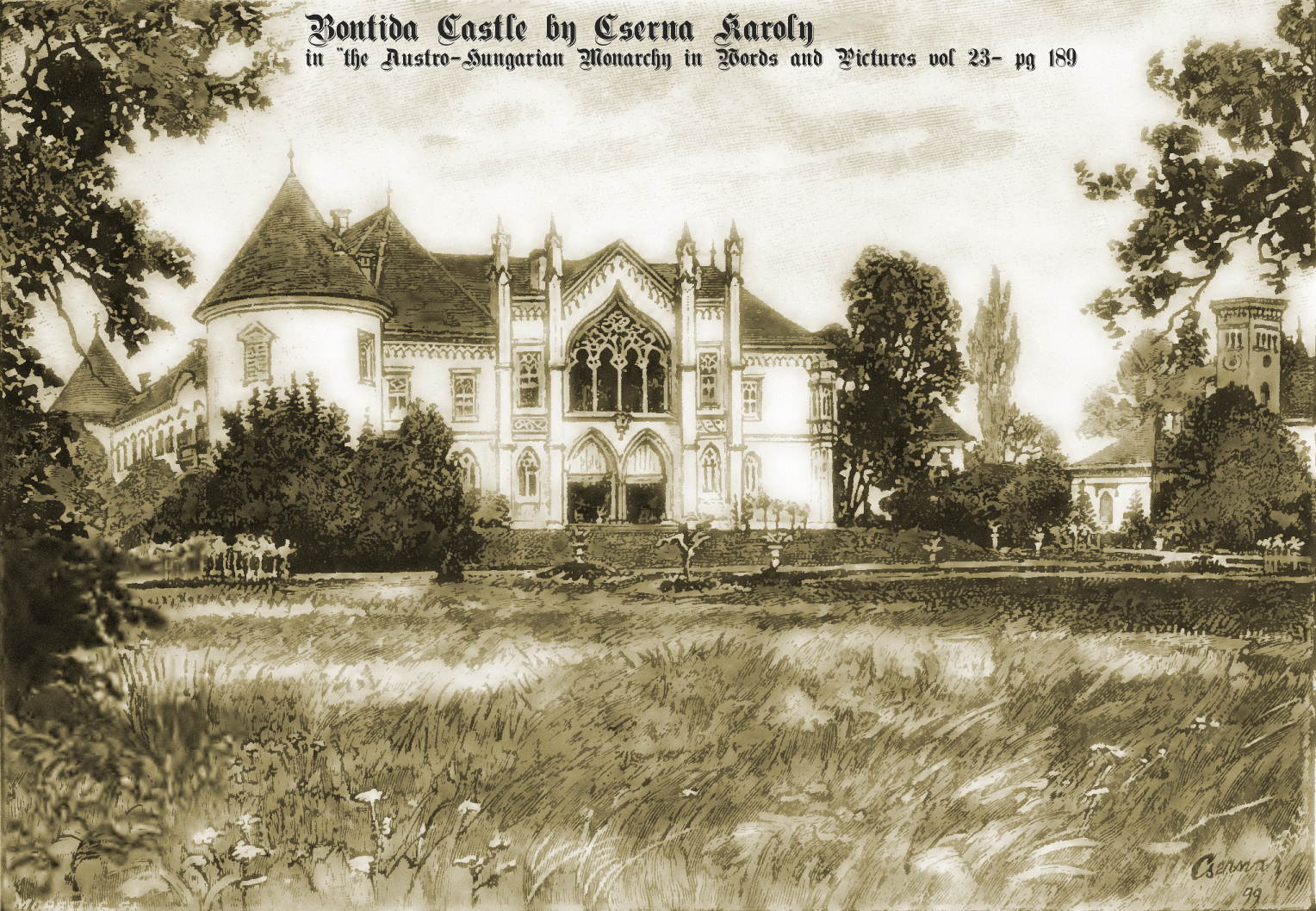
Castell de Bonţida Bánffy representat per Cserna Karoly a La monarquia austrohongaresa a Word and Picture, volum 23, 1902
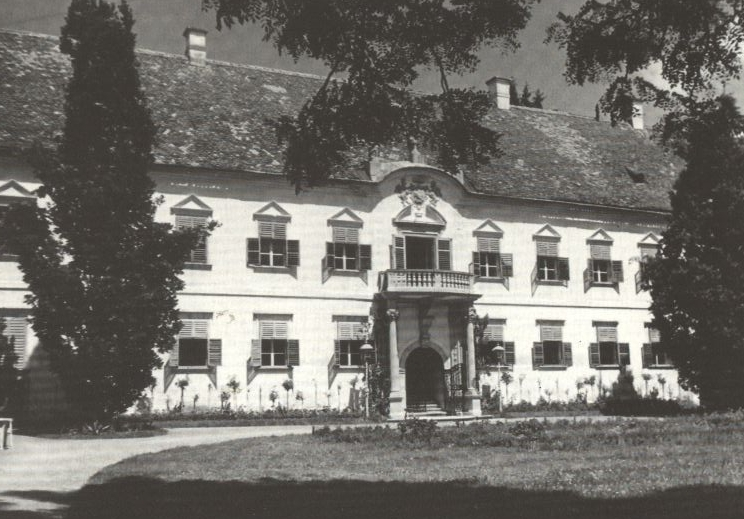
El castell el 1935
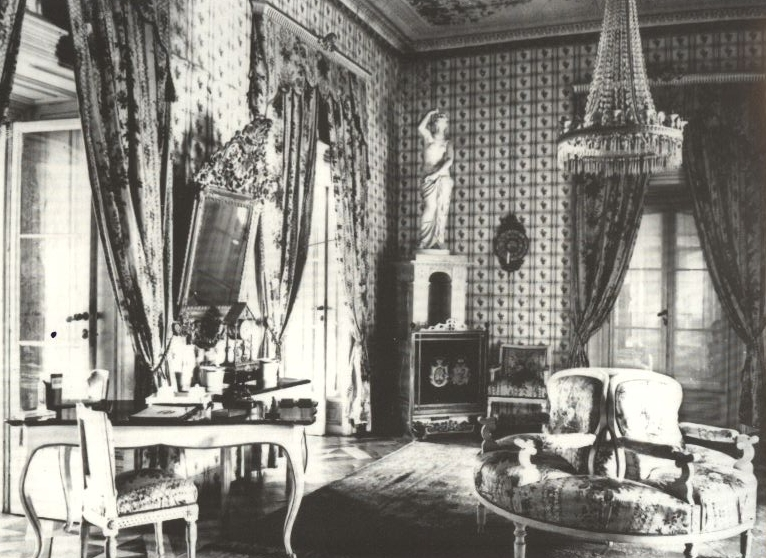
Interior del castell el 1935
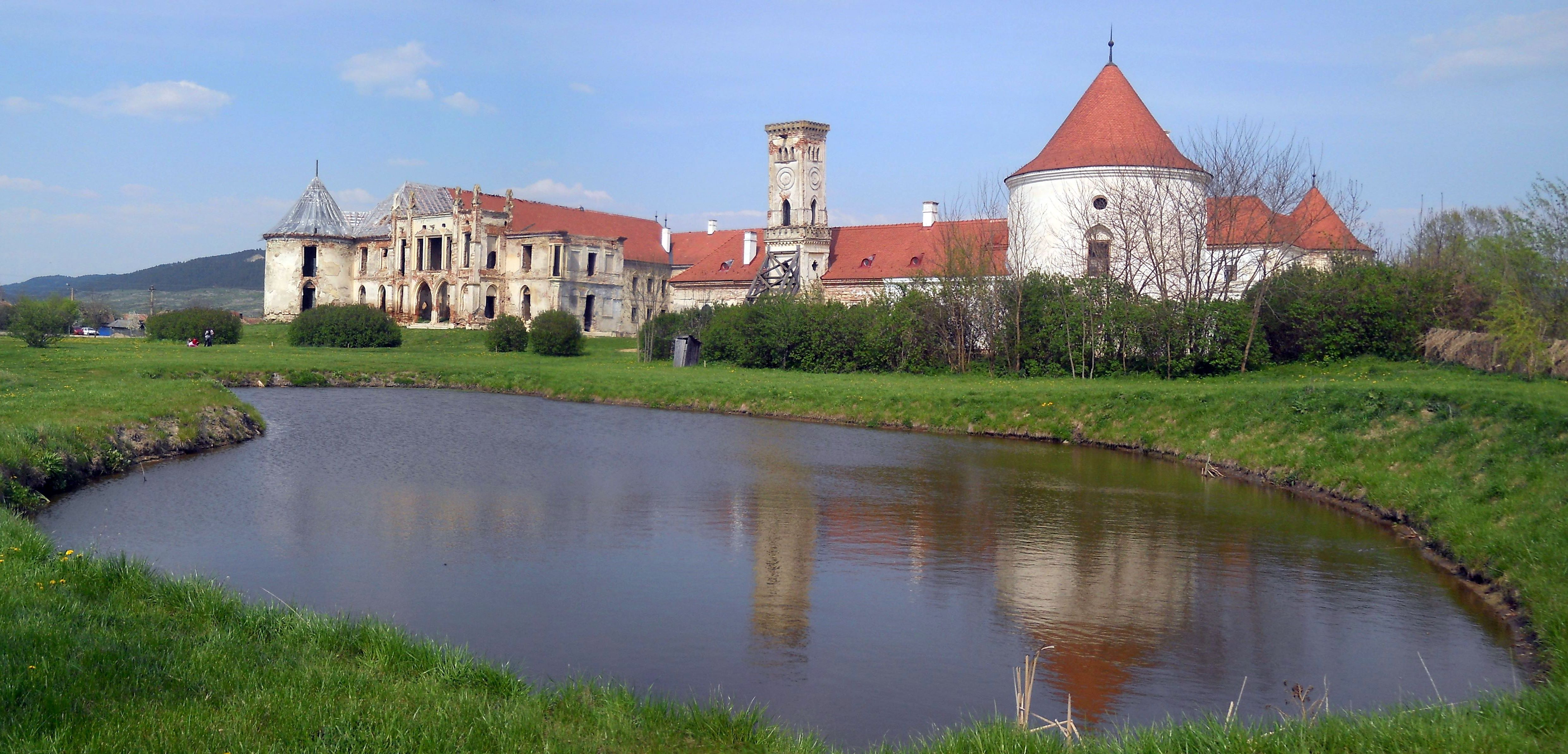
El castell de Bonţida Bánffy, parcialment restaurat, a l'abril del 2011